# أوديلجون هامروبيكوف
أوديلجون هامروبيكوف (13 فبراير 1996 في أوزبكستان - ) هو لاعب كرة قدم أوزبكستاني يلعب كلاعب وسط يلعب في منتخب آوزبكستان.

## روابط خارجية
أوديلجون هامروبيكوف على موقع قاعدة بيانات كرة القدم.إي يو (الإنجليزية)
- أوديلجون هامروبيكوف على موقع ناشيونال فوتبول تيمز (الإنجليزية)
- أوديلجون هامروبيكوف على موقع Soccerway.com (الإنجليزية)
- أوديلجون هامروبيكوف على موقع عالم كرة القدم.نت (الإنجليزية)